# Saarmühle
Saarmühle ist ein Gemeindeteil des Marktes Neunkirchen am Brand im Landkreis Forchheim (Oberfranken, Bayern).

## Geografie
Die Einöde im Nordwesten der Gräfenberger Flächenalb liegt etwa fünf Kilometer nordöstlich des Ortszentrums von Neunkirchen auf einer Höhe von 402 m ü. NHN.

## Geschichte
Bis zum Beginn des 19. Jahrhunderts unterstand die Saarmühle als Teil des Rittergutes Ermreuth der Landeshoheit von reichsunmittelbaren Adeligen, die sich in dem zum Fränkischen Ritterkreis gehörenden Ritterkanton Gebürg organisiert hatten. Die Vogtei übten die Freiherrn von Künßberg-Ermreuth aus. Die Hochgerichtsbarkeit stand dem zum Hochstift Bamberg gehörenden Amt Neunkirchen als Centamt zu, dies unter Einschränkung der limitierten Cent. Als die reichsritterschaftlichen Territorien in der Fränkischen Schweiz infolge des Reichsdeputationshauptschlusses mediatisiert wurden, wurde die Saarmühle unter Bruch der Reichsverfassung am 1. November 1805 zusammen mit dem Rittergut Ermreuth vom Kurfürstentum Pfalz-Baiern annektiert. Damit wurde der Ort ein Teil der bei der „napolenischen Flurbereinigung“ in Besitz genommenen neubayerischen Gebiete, was im Juli 1806 mit der Rheinbundakte legalisiert wurde.
Durch die Verwaltungsreformen im Königreich Bayern zu Beginn des 19. Jahrhunderts wurde die Saarmühle mit dem Zweiten Gemeindeedikt 1818 ein Gemeindeteil der Ruralgemeinde Ermreuth. Durch die Eingemeindung von Ermreuth im Zuge der Gebietsreform in Bayern wurde Saarmühle am 1. Januar 1972 ein Gemeindeteil des Markts Neunkirchen am Brand.

## Verkehr
Eine von Ermreuth kommende Stichstraße bindet die Einöde an das Straßenverkehrsnetz an. Vom ÖPNV wird die Saarmühle nicht angefahren, die nächste Haltestelle der Buslinien 211 und 223 des VGN befindet sich in Ermreuth. Die nächstgelegenen Bahnhöfe befinden sich in Erlangen an der Bahnstrecke Nürnberg–Bamberg sowie in Mitteldorf an der Gräfenbergbahn.